# 薩爾比奇延山

薩爾比奇延山（Salbitschijen），是瑞士的山峰，位於該國南部，由烏里州負責管轄，屬於烏里山的一部分，海拔高度2,981米，每年平均降雨量2,385毫米，人類在1899年首次登頂。
2009 年，在其南侧安装了一座高空悬索桥( Salbitbrücke )，从而可以在不使用攀登装备的情况下从薩爾比奇延山到达沃拉菲特营地。